# مأموریت در تایلند
مأموریت در تایلند (انگلیسی: Belly of the Beast) یک‌ فیلم اکشن آمریکایی محصول سال ۲۰۰۳ است که توسط کارگردان سینمای هنگ کنگ به نام چینگ سیاو-تونگ در اولین کارگردانی آمریکایی‌اش کارگردانی شده و همچنین تهیه کننده و بازیگر اصلی استیون سیگال است. استیون سیگال نقش جیک هاپر، مامور سابق سیا را در جستجوی یافتن دختر ربوده شده‌اش بازی می‌کند.این فیلم به صورت فیلم ویدئویی در ایالات متحده در ۳۰ دسامبر ۲۰۰۳ منتشر شد. فیلم بودجه خود را تنها از بازار ویدئوهای خانگی ایالات متحده جبران کرد.